# Leuvens Universitair Koor
Het Leuvens Universitair Koor is een muzikaal ensemble en studentenvereniging. Het koor werd opgericht in 1969 door enkele studenten die geregeld samen kwamen om rond de keukentafel te zingen. Door de jaren heen groeide het koor uit tot een groep van rond de 80 studenten. Verschillende toonaangevende Vlaamse koordirigenten mochten reeds het koor leiden, waaronder Peter Dejans, Dieter Staelens en Marleen de Boo. Het huidige koor staat sinds september 2019 onder leiding van Kevin Hendrickx.

## Jaarkalender
Het doorsnee LUK-jaar is opgebouwd rond een aantal vaste activiteiten. In september opent het koor met een koorweekend, op maandag gevolgd door de opluistering van de viering voor de opening van het academiejaar van de Katholieke Universiteit Leuven. Daarop volgen de kennismakingsrepetities en audities voor nieuwe leden.
Elk semester organiseert het koor een groot concert. In december is dit het kerstconcert, voorafgegaan door een kerstweekend waar er stevig gerepeteerd wordt aan het programma. In het voorjaar volgt dan een lenteconcert, waarbij ook een lenteweekend hoort. Om het academiejaar af te sluiten volgt er in de zomervakantie steeds een grote concertreis, die het koor reeds in Oostenrijk, Frankrijk, het Verenigd Koninkrijk, Italië, Duitsland, Polen, Tsjechië, en zelfs Griekenland bracht.
Andere jaarlijkse activiteiten omvatten de ontmoetingsavond om de nieuwe leden te leren kennen, een jaarlijkse schlager-avond (koorcantus), en een fuif.

## Concerten

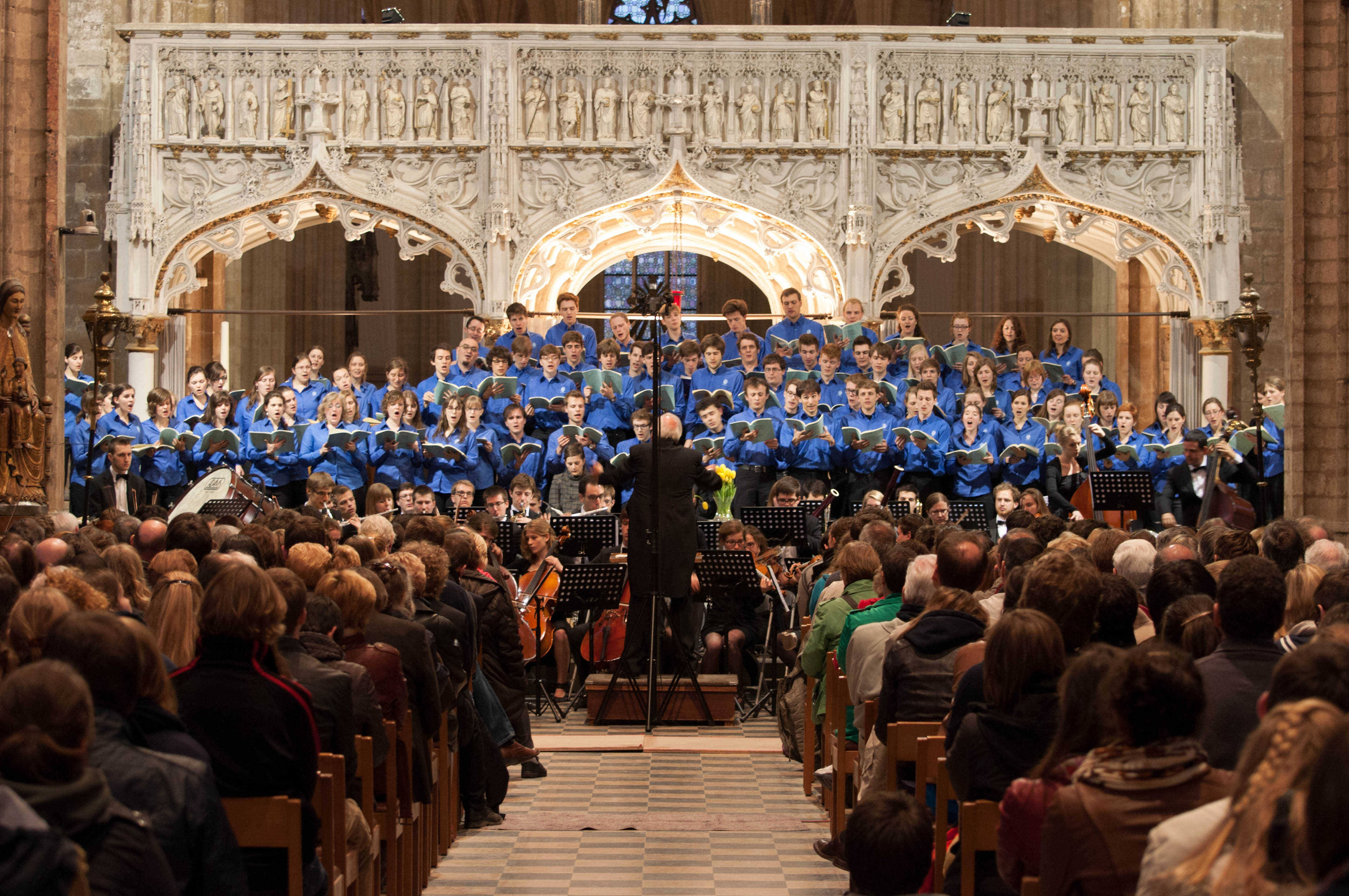
Het LUK en het USO o.l.v. Edmond Saveniers met het Deutsches Requiem van Brahms

De concerten van het Leuvens Universitair Koor zijn vaak zeer uiteenlopend van aard, maar hebben ook enkele constanten: ze gaan bijvoorbeeld meestal door in de Sint-Jan-De-Doperkerk van het Leuvense Begijnhof of in de Pieter De Someraula.
In april 2013 werd er voor het eerst samengewerkt met het Leuvens Universitair Symfonisch Orkest. Orkest en koor brachten samen, onder leiding van Edmond Saveniers het deutsches Requiem van Johannes Brahms. Ter gelegenheid van het 45-jarig jubileum van het koor werd in mei 2014 het Magnificat van John Rutter uitgevoerd, samen met Psalm 42 van Felix Mendelssohn en Veni, Sancte Spiritus van Vic Nees. Hiervoor werkte het koor samen met La Passione, het orkest van de academie van Lier.
5 jaar later werd er voor het 50-jarig jubileumconcert, onder leiding van Koen Vits, gekozen voor een samenwerking met studenten van het Koninklijk Conservatorium Brussel en het Lemmensinstituut voor een concert rond de grote koorwerken van Jules Van Nuffel. Dit concert werd uitgevoerd in de Sint-Maartenskerk te Kortrijk, de Sint-Romboutskathedraal van Mechelen (stad) en de Leuvense Begijnhofkerk.

## Leiding
De praktische leiding is in handen van het bestuur, dat ieder jaar opnieuw wordt verkozen uit de studenten en altijd bestaat uit vier bestuursleden: voorzitter, penningmeester, secretaris en reisleider.
De artistieke leiding berust hoofdzakelijk bij de dirigent. Doorheen de lange geschiedenis van het koor zijn er reeds verschillende dirigenten geweest. In de beginjaren van het koor was de dirigent telkens een student, later werd bewust gekozen voor professionele dirigenten buiten het koor.
- 1969-1974 - Piet Geusens
- 1974-1979 - Johan Geusens
- 1979-1981 - Paul Geusens
- 1981-1985 - Luc Geusens
- 1985-1988 - Peter Dejans
- 1988-1990 - Johan Dejans
- 1990-1993 - An Dejans
- 1993-1993 - Han Koole
- 1994-1995 - Peter en Johan Dejans
- 1995-1999 - Edwig Abrath
- 1999-2002 - Dieter Staelens
- 2002-2004 - Tineke Verlooy
- 2004-2009 - Dirk De Nef
- 2009-2014 - Marleen de Boo
- 2014-2019 - Koen Vits
- 2019-heden - Kevin Hendrickx